# Риболов на пловак
Риболов на пловак је врста риболова. Многи греше сматрајући да је риболов на пловак, риболов за почетнике. Риболов на пловак, осим што омогућава брзо и ефикасно хватање великог броја најразличитијих врста рибе, представља и један изузетно интересантан начин риболова. Пловак представља нашу визуелну везу са рибом и зато га треба пажљиво бирати. За сваку могућу комбинацију лова (текућа или стајаћа вода, дубина, ветар, врста рибе ...) постоји одговарајући пловак, па иако се често чини небинто, правилан избор пловка је често одлучујући фактор.
Риболов пловком можемо поделити на више начина, два најважнија су да ли ловимо на текућим или стајаћим водама, и да ли ловимо грабљивице или биљоједе.
Лов грабљивице на пловак представља врло ефикасан метод, посебно у хладнијим јесењим данима. Можемо користити клизећи или фиксни пловак.

## Лов грабљивица фиксним пловком
углавном користимо за лов на мањим дубинама (до 3m). Користимо пловак одговарајуће носивости, у зависности колика нам је риба мамац (како га не би стално потапала) и систем монтирамо на два начина. Први начин је за терене са потпуно чистим дном, на којем нема бојазни да ће се мамац упетљати о неку подводну препреку. Поента система је презентовати мамац што ближе дну, како би испровоцирали грабљивицин напад. (На таквим теренима грабљивице се најчешће скривају у каквом улегнућу у дну). На основни најлон монтирамо 2 олова, на међусобној удаљенисти од око 10цм, испод постављамо вирблу, и на њу качимо предвез са трокраком или једнокраком удицом (ако ловите штуку пожељно је користити сајлицу). Уколико их имате користите рибе дна, што због лакшег распознавања од стране грабљивице, што да не би покушавала да излази на површину и тако мрсила најлон. Када ловимо на теренима са доста подводног крша, или јако затрављеним теренима, рибицу презентујемо у нешто вишим слојевима воде. На основни најлон монтирамо једно олово, а на 20-ак цм изнад њега треба да је вирбла са предвезом на којем је удица. Дужина предваза треба да је нешто краћа него одстојање вирбле од олова, како би риба у сваком тренутку била изнад нивоа олова. Код нас се овим системима најчешће лови штука, а дешавају се и ненамерни улови смуђа или бандара.

## Лов грабљивица клизећим пловком
углавном користимо на већим дибинама, најчешће преко 3m (тј. дубинама већим од дужине нашег штапа). На овај начин успешно се лове штука и смуђ на стајаћим и споротекућим водама. Начини монтирања система су слични као и код фикног пловка, а разлика је у томе што пловак није фикиран на основни најлон, већ се слободно креће у интервалу који смо му одредили граничницима.

## Лов биљоједних врста
риболовом на пловак веома је разноврстан. За почетак је најбоље да повежемо кретање пловка на површини са оним што се дешава испод ње. Када пловак почне да се издиже, и потом полеже, значи да је риба узела мамац, и кренула ка површини, неутрализујуци тако терет олова. Када пловак тоне, риба, са мамцем у устима, креће надоле, или пак у страну ...
Риболов биљоједних врста на пловак дели се на три врсте: риболов спуштањем, риболов чекањем, и риболов подизањем.

## Риболов спуштањем
најчешће се користи на местима са једноличним и чистим дном, попут шљунчаних клизишта, а још је применљив и на местима где се спајају два тока, и дно је у каскадама, или је препуно рупа. Систем се користи на текућим водама и монтира се тако да је удица на 30-ак цм од олова. Најбоље је ставити пар ситнијих оловаца како би се тежина равномерније распоредила и тоњење мамца уцинило што природнијим. Дубина треба да је подешена тако да мамац једва додирује дно, на најплићи местима. Пожељно је у већи мрежасти џак ставити циглу као отежање, затим напунити неком храном, попут хлеба и куваног кромпира, и спустити на жељено место пецања, а пловак пустати да га вода носи покрај њега.

## Риболов чекањем
користи се углавном на стајаћим и споротекућим водама. Као што и име каже њиме не тражимо рибу већ је чекамо на одређеном месту, уз пожељно храњење места. Практичан је за места са доста подводних препрека и веома затрављена места, на којима презентујемо мамац у близини тих заклона и покушавамо рибу да извучемо до тога места. Мамац стоји непомично на дну и
налази се на 30-ак цм од олова. Разлог за то је да риба при узимању мамца не примети отпор олова и да га добро покупи пре него осети отпор. Обично видимо снажне ударце, у виду ношења пловка у страну или подвлачења. Олова је најбоље распоредити на мањем растојању по неколико комада, како би правилно расподелили тежину.

## Риболов подизањем
веома је сличан риболову чекањем, и такође се примењује на споротекућим водама и на стајаћицама. Основна разлика је у постављању удице, која на овом систему иде на свега 5 до 7,5 cm од олова, тако да потез региструјемо и при најмањем контакту рибе са удицом. Риба моментално преузима тежину олова, тако да се пловак издиже и полако полеже, што је тренутак за контру. Најбоље је монтирати једно веће олово, али се такође може употребити низ ситнијих, уколико учинимо то, пожељно је да су густо збијена како би брже пренела оптерећење на рибу. Овај систем се најчешце корисит у лову лињака и шарана, а одличан је и у ноћном риболову, са светлећим пловцима (много је уочљивије кретање него код „чекања").
У риболову пловком постоје разне варијанте и подсистеми, а такође је добро придржавати се и неких практичних савета: раздаљина удице од најнижег олова мора бити мања него раздаљина највишег олова од пловка (како не би било мршења приликом забачаја), уколико пецамо близу обале олова треба да су гушће збијена него уколико пецамо на већим раздаљинама, и наравно, примама је често одлучујући фактор при пецању на пловак ...